# Kara Drew
Kara Elizabeth Drew (Nasceu em 15 de Julho, 1975) é uma wrestler norte-americana, mais conhecida pelo seu nome de ring “Cherry” e por trabalhar na World Wrestling Entertainment (WWE) como valet da tag Deuce 'n Domino.
Depois de começar a se interessar por wrestling, Kara começou a trabalhar na independent circuit atendendo pelos nomes de Miss Kara e Kara Slice. Onde mais tarde foi para a Ohio Valley Wrestling (OVW) em 2005 na Louisville, Kentucky, onde continuou em treinamento. Drew atendia pelo nome de Cherry Pie e era manager do grupo "The Throw-Backs" que mais tarde mudou para "The Untouchables", composto por Deuce Shade e Dice Domino.
Depois de serem chamados pela WWE em Janeiro de 2007 o grupo agora começou a ser chamado de Deuce 'n Domino, onde conseguiram o título de Tag Team Champions. Em abril de 2008 ela fez sua estréia solo na WWE, se separando Deuce e Domino no mês seguinte. Drew continuou trabalhando em lutas de tag team, antes de ser liberado de seu contrato  em agosto de 2008.

## Início de carreira
Cherry começou no wrestling em 1999, como uma manager na IWF. Ela também começou a treinar para que, no futuro, tornasse-se uma boa lutadora. Foi treinada por Gino Caruso na ECPW e trabalhou sendo manager e lutadora ocasionalmente em várias federações na costa leste. Em 2003, era somente lutadora. Continuou no circuito independente até setembro de 2005. No mesmo ano foi lutar na Ohio Valley Wrestling, morando em Louisville, Kentucky. Em 2006, Cherry assinou um contrato com a WWE.

## Ohio Valley Wrestling (2005–2007)
No final de 2005, Drew começou a trabalhar na OVW onde assinou contrato com a WWE em Janeiro de 2006
Cherry começou a lutar com o ring name Cherry Pie (significa "torta de cereja" em português, ela era managar de The Throwbacks, Deuce and Domino na OVW. Usava roupas típicas dos anos 50: saias de caniche, patins de rolo e em todas as vezes mascava uma goma. Em meados de 2006, tirou o "Pie" de seu ring name e ficou conhecida como Cherry. No fim de 2006, Ronnie Arneil e Cody Runnels derrotaram Deuce e Domino em uma disputa de tag team e ganharam os serviços de Cherry. Mas Cherry não gostava deles, mas sim de Deuce e Domino. Cherry ajudou eles a ganhar o OVW Southern Tag Team Championship.

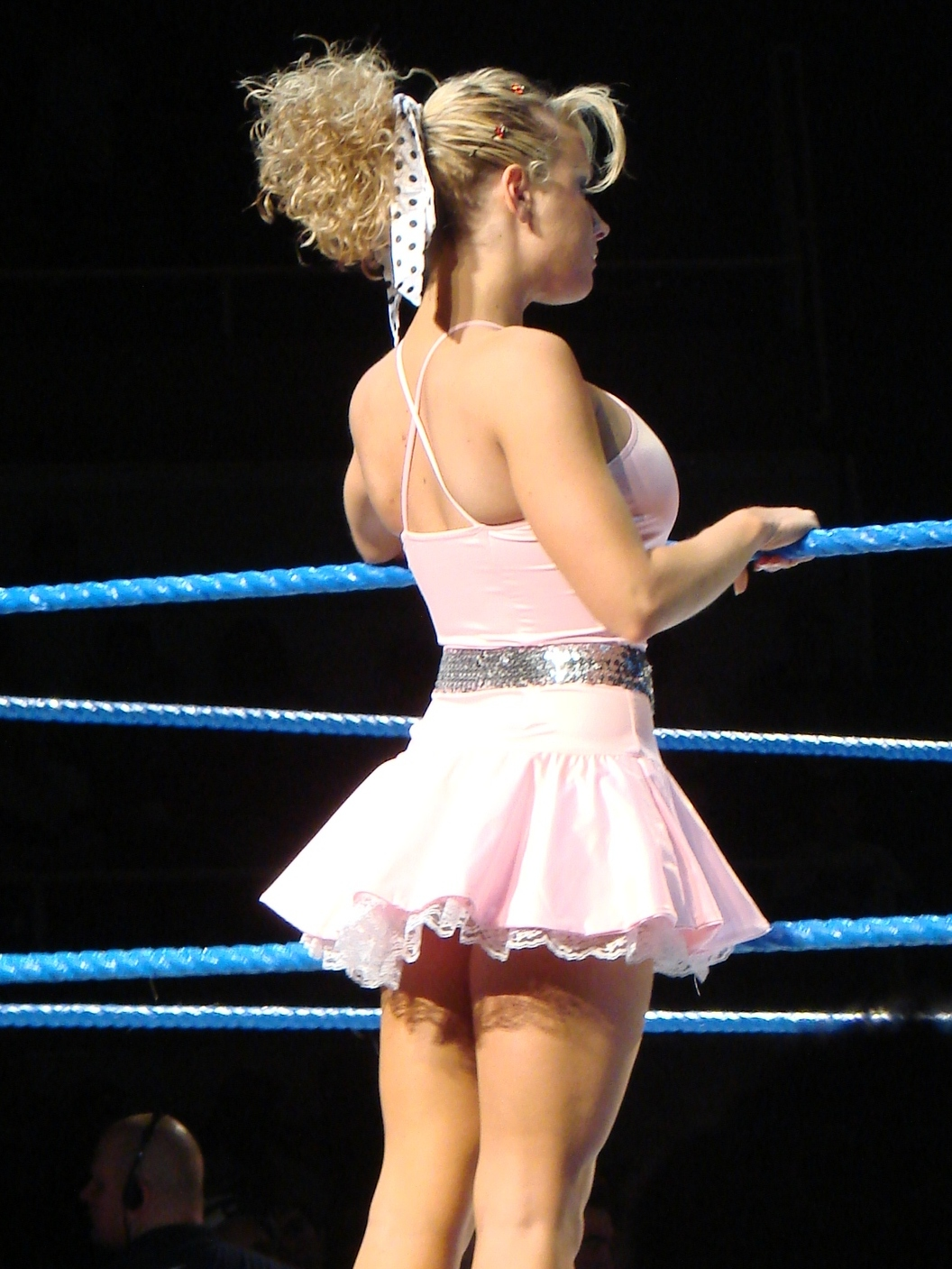
Cherry em um evento na WWE

### WWE Smackdown (2007-2008)
Cherry fez seu princípio na WWE em 19 de janeiro de 2007, Sua primeira luta foi contra Victoria, no qual ela acabou perdendo. Michelle Mccool foi sua manager, e durante o tempo na WWE elas foram grandes amigas. Desde o inicio Cherry demonstrou ser um mulher bondosa e inoscente, sempre perdia as suas lutas, e apos algum tempo perdendo para Victoria ela virou a manager dos The Throwbacks, Deuce and Domino.
Sendo manager de Deuce N' Domino, embora raramente lutasse. No dia 20 de abril, na edição do SmackDown Deuce e Domino foram campeões da WWE Tag Team Championship. E Cherry deixou de ser manager deles.
Cherry foi a primeira diva da wwe a lutar contra Maryse, após o debut de Maryse elas criaram um long feud, o motivo seria porque Cherry estava com ciumes de Deuce e Domino ja que a Maryse era a nova manager deles. Após descobrir que foi trocada por Maryse ela se ajuntou a Jesse e Festus e juntos venceram Maryse, Deuce e Domino.
Com a ajuda de Michelle Mccool, as duas sempre acabavam vencendo Maryse. Em 7 de março de 2008, Cherry competiu na Swimsuit Contest, junto com Maryse, Victoria, Eve Torres e Michelle McCool, que terminou com a vitória de McCool. Em 28 de Março de 2008, no SmackDown Cherry lutou junto com McCool contra Victoria e Maryse, onde saiu vitoriosa.
Foi despedida da WWE em 15 de agosto de 2008.

## No wrestling
- Finishers
  - Pin Up (Running Bulldog)
  - Cherry Pop / Doo Wop Drop (Hammerlock lifting DDT)

- Feuds
  - Victoria
  - Maryse

- Foi manager de
  - Julio Fantastico
  - Sal SIncere
  - Simon Diamond
  - Deuce 'n Domino
  - Michelle McCool
  - Shawn Spears e Cody Runnels

- Músicas-temas
  - Ignition (2006- Usada com Deuce n' Domino)
  - I'm All About Cool de Jim Johnston (2007-2008 Usada com Deuce 'n Domino)
  - Pretty Baby de Jim Johnston (2008)
  - Cherry Baby de Jim Johnston (2008)

## Títulos
- Jersey Championship Wrestling
  - JCW Women's Championship (1 vez)